# Rhinobatos jimbaranensis
Rhinobatos jimbaranensis es una especie de peces de la familia Rhinobatidae en el orden de los Rajiformes.

## Morfología
- Los machos pueden llegar alcanzar los 82 cm de longitud total y los 93 cm en las hembras.[2]

## Reproducción
Es ovíparo.

## Distribución geográfica
Se encuentra en las  costas de Bali (Indonesia).